# Maccherock
Maccherock är det italienska italo disco-bandet Gruppo Italianos debutalbum, utgivet 1982 på skivbolaget Ricordi.

## Låtlista
| 1. | "Maccheroni"      | Raffaella Riva, Gigi Folino, Chicco Santulli                    |  |
| 2. | "Studia Billi"    | Patrizia Di Malta, Raffaella Riva, Chicco Santulli              |  |
| 3. | "Fare fare"       | Raffaella Riva, Gigi Folino, Chicco Santulli                    |  |
| 4. | "Aiuto"           | Patrizia Di Malta, Raffaella Riva, Gigi Folino, Chicco Santulli |  |
| 5. | "Quindici minuti" | Raffaella Riva, Chicco Santulli                                 |  |

| 1. | "Ancora summertime blues (Summertime Blues)" | Patrizia Di Malta, Raffaella Riva, Eddie Cochran             |  |
| 2. | "Bambino (Venus)"                            | Patrizia Di Malta, Raffaella Riva, Robbie van Leeuwen        |  |
| 3. | "Teletivù (The Loco-Motion)"                 | Patrizia Di Malta, Raffaella Riva, Gerry Goffin, Carole King |  |
| 4. | "Lunapienasong (You Were on My Mind)"        | Raffaella Riva, Sylvia Fricker                               |  |
| 5. | "Prudente Mara (Proud Mary)"                 | Raffaella Riva, John Fogerty                                 |  |
| 6. | "Uno come te (With a Girl Like You)"         | Patrizia Di Malta, Raffaella Riva, Reg Presley               |  |
| 7. | "Tutto giallo (Mellow Yellow)"               | Raffaella Riva, Donovan                                      |  |
| 8. | "Tutta la mia città (Blackberry Way)"        | Mogol, Roy Wood                                              |  |